# Polyscias balfouriana
Polyscias balfouriana är en araliaväxtart som först beskrevs av André, och fick sitt nu gällande namn av Liberty Hyde Bailey. Polyscias balfouriana ingår i släktet Polyscias och familjen Araliaceae. Inga underarter finns listade.